# Paul Welsch

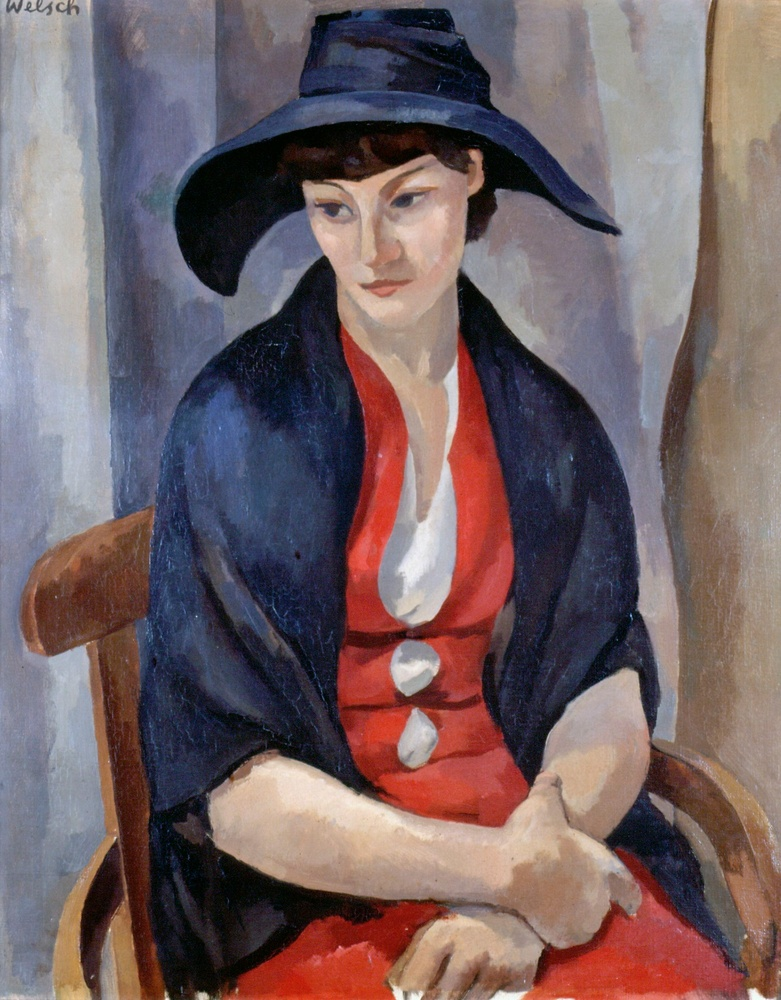
Femme au gilet rouge (1930); Öl auf Leinwand

Paul Welsch (* 26. Juli 1889 in Straßburg; † 16. Juni 1954 in Paris) war ein französischer bildender Künstler.

## Biografie
Paul Welsch erblickte am 26. Juli 1889 in Straßburg das Licht der Welt. Dort begann er sein Hochschulstudium, das er in Hannover beendete. Seine Skizzenbücher (1907–1908) zeigen bereits zu dieser Zeit die Beherrschung der Zeichenkunst. Ein Jurastudium in Straßburg und anschließend ein Studium der Politikwissenschaft in Paris (1909–1911) folgten. Zu dieser Zeit wurde er in Straßburg Schüler Émile Schneiders (1873–1947), an dessen Seite er seine ersten Werke ausstellte. Ab 1911 erlernte er bei Maurice Denis in Paris die Malerei. Dieser Künstler überzeugte ihn, sein Leben den schönen Künsten zu widmen. Welsch verbesserte seine Zeichen- und Gravurtechnik bei Bernard Naudin (1876–1946). Bis ins Jahr 1914 studierte er an der „Académie Ranson“ bei Maurice Denis und Paul Sérusier. In diesen Jahren stellte er, insbesondere an der Société des Artistes Français (Gesellschaft der französischen Künstler) im Mai 1913, eine Reihe von Kupferstichen sehr realistischer Ausführung aus.
Der Erste Weltkrieg führte zu einer kurzfristigen Unterbrechung der beginnenden Karriere: In die deutsche Armee eingezogen, wurde Welsch an der russischen Front verletzt und im Dezember 1914 zurück in die Heimat verlegt. Die zwischen 1914 und 1919 entstandenen Malereien sind durch dichte und nervöse Züge in lebhaften Farben charakterisiert (Place Kléber pavoisée pour l’armistice; Der für den Waffenstillstand beflaggte Kléberplatz [1918], Musée d’Art Moderne et Contemporain de Strasbourg).
Im Jahre 1919 bildete er mit anderen elsässischen Malern – Jacques Gachot (1885–1954), Balthasar Haug (1890–1965), Edouard Hirth (1885–1980), Martin Hubrecht (1892–1965), Luc Hueber (1888–1974), Louis-Philippe Kamm (1882–1959) und Lisa Krugell (1893–1977) – die durch die Werke Paul Cézannes beeinflusste „Groupe de Mai“ (Maigruppe). Bis zum Jahre 1934 stellte die Groupe de Mai in Paris (bei Bernheim-Jeune im Februar 1921) und in Straßburg aus (für gewöhnlich im Maison d’Art Alsacienne; Haus der elsässischen Kunst, 6 rue Brûlée). Paul Welsch baute „wie ein Architekt die Natur wieder auf, indem er mit großer Vornehmheit Formen, Licht, Farben einer strengen Disziplin unterwarf“. Er war einem der Gebote des Meister des Aachener Altars treu geblieben: Poussin nach der Natur zu machen (Robert Heitz, Saisons d’Alsace n° 47, 1973). Nach dem Krieg ließ sich Welsch in Paris nieder.
Im Jahr 1920 illustrierte Welsch sein erstes Buch, „Les bourgeois de Witzheim“ (Die Bürger von Witzheim) von André Maurois. Der Stil dieser Illustrationen erinnert an die Werke Jean-Jacques Waltz’, der unter dem Künstlernamen „Hansi“ bekannt wurde. Im selben Jahr hielt sich Welsch acht Monate lang in Tunesien auf, das er in einer nüchternen, ernsten und lichterfüllten Malerei weit weg von jeglicher „Basarorientalistik“ darstellt. Die Frucht dieser Arbeit wird er in der Galerie Bernheim-Jeune ausstellen (Paris, Februar 1921).
1921 besuchte er erstmals Saint-Tropez, wohin er regelmäßig zurückkehrte. Seine Malerei ist nicht unempfänglich für die Strömungen dieser Zeit und beeinflusst von Marquet, Derain oder Matisse. „Welsch sucht [in seinem Werk Le palmier; Der Palmenbaum] weniger eine Emotion, als die einwandfreie Architektur des Gemäldes, den Kontrast der Formen […], die ihn zu diesem Zeitpunkt seiner Karriere dem Kubismus näher bringen“ (Robert Heitz: Die Malerei im Elsass). In Werken wie Paysage au bord du Loup (Landschaft am Ufer des Flusses Loup, 1922), Paysage à Florence (Landschaft in Florenz, 1922), Paysage à La Gaude (Landschaft in La Gaude, 1923) und Citadelle à Corte (Zitadelle in Corte, 1925) erforschte er die Landschaften des Südens. Eine Reise nach Italien erlaubte ihm, seine Kenntnisse der Renaissancemaler, insbesondere Masaccios, zu vertiefen. 1922 trat er dem Pariser „Salon d’Automne“ (Pariser Herbstsalon) bei, nahm am 33. „Salon des Indépendants“ (Salon der unabhängigen Künstler) teil sowie im Jahr 1923 am „Salon des Tuileries“. Im selben Jahr erschien das zweite von ihm illustrierte Buch: „Assenet und Amis et Amiles“ (zwei altfranzösische Heldengedichte), sieben Originalholzstiche in geometrischen Zügen mit Nähe zur Glasmalerei.
Diese betonte Geometrie gab Welsch in seinen ab 1924 entstehenden Gemälden nach und nach auf und wendete sich einem eher nüchternen Stil zu. Dieser ist geprägt durch eine Einschränkung der Farbpalette (blau, braun, grün) sowie durch vereinfachte, aber weichere Formen. Auf dem Salon des Indépendants von 1925 konnte man sein Werk Vendanges à Capri (Weinlese in Capri) entdecken, „sehr schlicht und edel in den Linien […] mit dieser auf den ersten Blick verwirrenden Kunst, das starke Licht durch Halbtöne wiederzugeben“ (Raymond Régamey). Der Künstler fertigte im Jahr 1925 zwei Tafeln für den „Elsässer Pavillon“ für die „Internationale Ausstellung für moderne dekorative Kunst und Kunstgewerbe“ in Paris an: L’Eau (Das Wasser) und La Terre (Die Erde) (MAMC, Straßburg). Er widmete sich, neben den Landschaften Südfrankreichs, den gedeckten Farben des Elsass und der Stadt Paris, ohne Stillleben oder Aktmalerei zu vernachlässigen, in denen er sich besonders auszeichnete. Die anrührende Kargheit dieser Malerei wird in den Gemälden der südwestfranzösischen Provinz Quercy gipfeln (Route à Puylaroque; Straße in Puylaroque, 1927) mit „schweren Landschaften unter bleiernem Himmel, leer, beunruhigt, in langsamer Erscheinung“ (M. K.). Dank einer vollkommenen Beherrschung der Lasur sickern die lebhaften Farben eher an die Oberfläche, als dass sie sich offensichtlich dem Blick darbieten würden. In den Porträts (Femme au gilet rouge; Frau mit roter Weste, 1929, MAMC, Straßburg) – von Frauen mit oft traurigen Gesichtsausdrücken – wächst der Maler durch die Geschmeidigkeit der Linien und die Kunst der Farbentsprechung über sich selbst hinaus.
Im Lauf der 1930er-Jahre festigte Paul Welsch seinen Stil, einen sehr charakteristischen poetischen Realismus, geprägt von einer „dichten, menschlichen, jegliche Sprachgewalt verachtenden Vollendung“ (Maurice Betz: Katalog der Ausstellung von 1931 in der Galerie Berthe Weill). Seiner politischen Bildung verdankte er zweifellos die notwendigen Voraussetzungen, um die großen Ereignissen seiner Zeit gestalterisch umzusetzen. Beispiele hierfür sind die Mauerdekoration für die „Semaine Coloniale“ („Kolonialwoche“) vom Mai/Juni 1932, Illustrationen für die Bücher von Armand Megglé, die sich auf Französisch-Westafrika, Französisch-Äquatorialafrika und Syrien (1931) beziehen oder La vie aux champs (Das Landleben), eine Arbeit, die während der Internationalen Ausstellung der Künste und Techniken von 1937 im Vorzimmer des Elsässer Pavillons ausgestellt wurde. In letzterer findet man Mensch und Erde thematisiert, die im Zentrum der gesamten Karriere Welschs stehen.
Nach mehreren Aufenthalten in Obernai im Elsass (1935–1939) war Welsch an der Front von Lothringen als Kavalleriehauptmann eingesetzt, wo er sich im Juni 1940 durch seine Tapferkeit im Gefecht auszeichnete. Zwischen 1940 und 1941 war er als Kriegsgefangener in den Offizierslagern XVII in Edelbach und Va in Weinsberg interniert. Von dort wird er zahlreiche Zeichnungen und Aquarelle zurückbringen, die in Paris ausgestellt werden. Während dieses Zeitraums unterzeichnete er seine Werke mit „Velche“. Die restliche Kriegszeit verbrachte er hauptsächlich in Génis im Département Dordogne. Die Ölbilder, die er dort malt, geben bis ins Endlose die Palette der Grüntöne wieder, die zu den von ihm favorisierten Farben gehören.
Nach dem Krieg wird er „mit seiner gezügelten Leidenschaft, diesem zurückhaltenden Eifer, der ihm so eigen ist, seinen Künstlerberuf wieder aufnehmen, und zweifellos wird er sich in diesen letzten zehn Jahren noch besser ausdrücken als zuvor, sein ruhiges und tiefes Werk wird sich um eine Stille, um eine Sicherheit bereichern, die bis zum Ende nicht abgeschwächt werden.“ (Bersier, Paul Welsch). Die letzten Werke – gemalt in Paris, Saint-Tropez oder Malaucène im französischen Département Vaucluse – entfernen sich kaum von jenen der 1930er-Jahre, sind jedoch durch eine breitere Palette warmer Farben charakterisiert. In dieser Zeit fertigte Welsch auch zahlreiche Lithografien an, mehrheitlich in schwarz-weiß, aber auch koloriert (Le rendez-vous des chasseurs; Das Treffen der Jäger, Salon d’Automne in Paris 1949) und verwirklichte die Illustrationen von vier Büchern: Petits poèmes en prose (Kleine Gedichte in Prosa) von Baudelaire (1947) scheinbar unveröffentlicht geblieben, Le pilier des anges (Die Säule der Engel) von Claude Odile (1948), Croquis de Provence (Entwürfe der Provence) von André Suarès (1952) – ein Werk, bei dem er sich erstmals in der Technik des Holzschnitts beweist – und schließlich eine Illustration zur Gedichtsammlung La bonne chanson (Das gute Lied) von Paul Verlaine (1954). 1953 stellte Welsch eine groß angelegte Mauermalerei für das technische Hotelkollegium von Straßburg (heute Kollegium Fustel de Coulanges) fertig, das sein Universum zusammenfasst – das einfache Leben des Menschen in der Natur. Am 16. Juni 1954 erlag er in Paris einem Krebsleiden und wurde auf dem Friedhof Saint-Gall in Straßburg beigesetzt.

## Hauptausstellungen
- 1920: Maison d’Art Alsacienne (Haus elsässischer Kunst), Straßburg
- 1921: Galerie Bernheim-Jeune in Paris mit der Groupe de Mai
- 1925: Ausstellung der Dekorativen Kunst, Paris
- 1927: Galerie Sborowski, Paris
- 1931: Galerie Berthe-Weill, Paris
- 1932: Internationale Kolonialausstellung, Paris
- 1933: Haus elsässischer Kunst, Straßburg
- 1937: Galerie Aktuaryus, Straßburg; Haus elsässischer Kunst, Straßburg; Internationale Ausstellung der Künste und Techniken, Paris
- 1938: Ausstellung mit der „Groupe d’Artistes de ce temps“ („Gruppe der dieszeitigen Künstler“) im Petit Palais, Paris
- 1942: Galerie Berri
- 1945: Haus elsässischer Kunst, Straßburg
- 1948: Galerie Aktuaryus, Straßburg
- 1950: Galerie André Maurice, Paris; Galerie Aktuaryus, Straßburg
- 1953: Galerie Aktuaryus, Straßburg
- 1954: Retrospektive Welsch im Schloss Rohan, Straßburg
- 1968: Ausstellung in der Galerie Bellier, Paris und Versteigerung im Hotel Drouot, Paris
- 1972: Galerie Aktuaryus, Straßburg
- 1975: Haus elsässischer Kunst (Alter Zoll), Straßburg
- 2006: Retrospektive Welsch Historisches Museum, Haguenau

Salon d’Automne Paris (1923–1928; 1934–1938; 1940–1954) – Salon des Tuileries, Paris (1923–1933; 1942–1943) – Salon des Indépendants, Paris (ab 1922)

## Auswahl der wichtigsten Buchillustrationen
- 1920: Les bourgeois de Witzheim (Die Bürger von Witzigheim), André Maurois
- 1923: Amis et amiles suivi de Asseneth, zwei von Fernand Fleuret adaptierte mittelalterliche Erzählungen
- 1928: Rouge et blanc (Rot und Weiß), Maurice Betz
- 1930: Beau Brummel (Schöner Brummel), Henri-Bert; La poésie de Paris (Die Poesie von Paris), Paul Fort
- 1931: Afrique équatoriale française, Afrique occidentale française, La Syrie (Französisch-Äquatorialafrika, Französisch-Westafrika, Syrien), Armand Megglé
- 1947: Petits poèmes en prose (Kleine Gedichte in Prosa), Charles Baudelaire (unveröffentlicht)
- 1948: Le pilier des anges (Die Säule der Engel), Claude Odilé
- 1952: Croquis de Provence (Entwürfe der Provence), André Suarès
- 1954: La bonne chanson (Das gute Lied), Paul Verlaine

## Museen, die Werke von Paul Welsch besitzen
- Avignon, Musée Calvet (Environs de Malaucène – Vaucluse; Umgebung von Malaucène – Vaucluse)
- Bagnols-sur-Cèze, Musée Albert-André (Nature morte au melon; Stillleben mit Melone, 1916)
- Belfort, Musée d’Art et d’Histoire (La Seine à Rueil; Die Seine in Rueil, 1933)
- Colmar, Musée d’Unterlinden (Colline en Provence; Hügel in der Provence, 1950)
- Épinal, Musée départemental d’Art Ancien et Contemporain (Femme au café; Frau im Café)
- Haguenau, Musée Historique (Paysage; Landschaft)
- La Rochelle, Musée des Beaux-Arts (Bouquet de fleurs; Blumenstrauß)
- Mulhouse, Musée des Beaux-Arts (La Seine à Paris; Die Seine in Paris)
- Paris, Musée national d’Art Moderne, Centre Pompidou (Nature morte dans la verdure; Stillleben im Grünen, um 1953)
- Paris, Musée de la Ville de Paris (Les barques à Saint-Tropez; Die Barken in Saint-Tropez, um 1950. Café Malaucène, la nuit; Café Malaucène, nachts, 1951)
- Sarrebourg, Musée de Sarrebourg (Vue du Krummel Elsass; Aussicht vom Krummel Elsass, 1939)
- Straßburg, Musée d’Art Moderne et Contemporain (Nu couché; Liegender Akt. Strasbourg place Kléber pavoisée pour l’armistice; Straßburg der für den Waffenstillstand beflaggte Kléberplatz, 1918. Village en Alsace (Obersteinbach); Dorf im Elsass (Obersteinbach). La Terre (deux nus); Die Erde (zwei Akte), 1925. Portrait de la femme de l’artiste; Portrait der Frau des Künstlers, 1928. Femme au gilet rouge; Frau mit roter Weste, 1929. La coupe blanche; Der weisse Becher, 1934. Paysage au Mont National (Obernai); Landschaft auf dem Nationalberg (Obernai), 1935. Nature morte aux citrons; Stillleben mit Zitronen, 1948. Le cours à Malaucène; Der Weg in Malaucène (alter Titel: Le mail à Malaucène; Die Promenade in Malaucène), 1952. L’après-midi au jardin (Malaucène); Der Nachmittag im Garten (Malaucène), 1952. Paysage «Les Decques au Brusq»; Landschaft „Die Decques in Le Brusq“. La Montagna Santa Marigne à Corte (Paysage au berger corse); Der Berg Santa Marigne in Corte (Landschaft mit korsischem Schäfer), 1925. Paysage aux environs de Paris (Le parc); Landschaft in der Gegend von Paris (Der Park). Les vendanges (Puylaroque); Die Weinlese (Puylaroque), 1929. Paysage aux environs d’Obernai; Landschaft in der Gegend von Obernai. Le fort de Six-Fours; Die Festung von Six-Fours)
- Toulon, Musée d’Art (Nature morte, fruits; Stillleben, Obst)
- Vesoul, Musée Georges Garret (Paysage de Malaucène; Landschaft von Malaucène, 1952)
- Washington, Smithsonian American Art Museum (Le chantier, Autoportrait; Die Baustelle, Autoportrait)